# Perdita discreta
Perdita discreta är en biart som beskrevs av Timberlake 1954. Perdita discreta ingår i släktet Perdita och familjen grävbin. Inga underarter finns listade i Catalogue of Life.